# B-57 130mm列車砲
B-57 130mm列車砲（ロシア語：130-мм железнодорожная установка Б-57）はソビエト連邦の列車砲である。
当項目では搭載砲として用いられたB-13 130mm砲と併せて記述する。

## B-57
B-57は労農赤軍の運用した列車砲の中では最も口径が小さく、また多くの生産が行われた砲である。“列車砲”というよりは、4軸4輪の無蓋貨車に防盾付きの130mm砲を搭載した、移動型トーチカのような存在である。
他の列車砲同様、軍艦から接収した艦砲（B-13艦砲）をそのまま運用しているのだが、ロシア帝国海軍時代の艦砲ではなく、ソ連成立後の1935年に生産された艦砲を使用している点で少し来歴が異なる。
1941年から1943年にかけてレニングラードにて生産され、レニングラード攻防戦に投入された。
列車砲としてのB-57は第二次世界大戦を経て多くが失われ、また航空技術の発達によって列車砲というカテゴリそのものが衰退したこともあり、ソ連においても他の列車砲、180mm列車砲などと共に1960年代までには退役し、博物館に飾られるような代物になっていった。

## B-13艦砲
B-13は、ソ連以外にも輸出が行われ、また製造自体も1954年まで行われ1199門が生産された。これらは戦後、本来の用途である艦砲として再び運用され、また二連砲身のB-28やB-2LMなどの発展形も開発された。
また第二次芬ソ戦争（継続戦争）においてハンコの戦いでB-13を5門鹵獲したフィンランド国防軍は、本砲を継続戦争中はもちろん、1990年代まで沿岸砲として運用した。沿岸砲としてはソ連も冷戦時の中ソ国境紛争の前後にウラジオストクに少数展開していたとされている。

### 採用艦艇

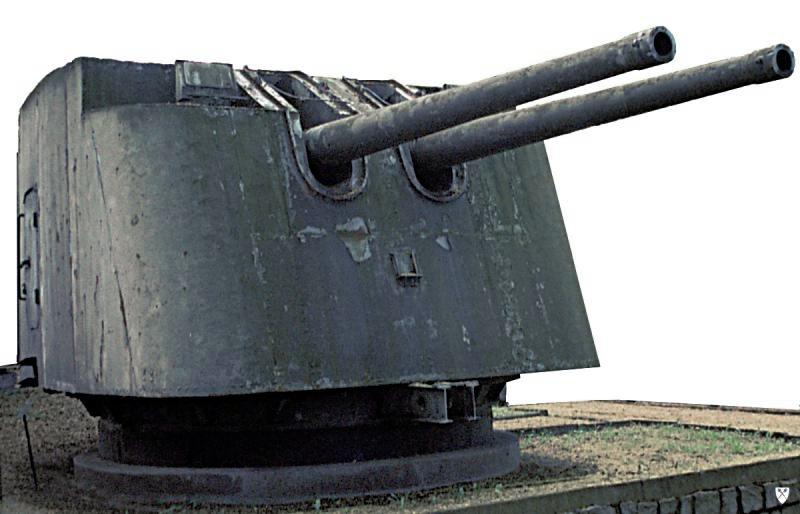
二連装砲型のB-2LM

- 1型駆逐艦（レニングラード級駆逐艦）
- 7型駆逐艦（グネフヌイ級駆逐艦）
- 7U型駆逐艦（ストロジェヴォイ級駆逐艦）